# ميخائيل كيرن هارفي
ميخائيل كيرن هارفي (بالإنجليزية: Michael Kieran Harvey)‏ هو ملحن وعازف بيانو أسترالي، ولد في 7 يوليو 1961.

## وصلات خارجية
- ميخائيل كيرن هارفي على موقع ميوزك برينز (الإنجليزية)
- ميخائيل كيرن هارفي على موقع ديسكوغز (الإنجليزية)